# مروان الحمود
مروان عبد الحليم نمر الحمود (1942 – 5 يوليو 2022)، سياسي أردني.

## نشأته وتحصيله العلمي
ولد مروان عبد الحليم نمر الحمود في مدينة السلط الأردنية عام 1942. حصل عام 1964 على الدبلوم في الزراعة من معهد خضوري في مدينة طولكرم الفلسطينية.

## مناصبه
- وزير الداخلية للشؤون البلدية والقروية في حكومة زيد الرفاعي الأولى.[3]
- وزير الزراعة الأردني في حكومة زيد الرفاعي الثانية.[3]
- وزير الزراعة الأردني في حكومة زيد الرفاعي الثالثة.[3]
- وزير الشؤون البلدية والقروية في حكومة مضر بدران الأولى.[3]
- وزير الزراعة ووزير الشؤون البلدية والقروية والبيئية في حكومة زيد الرفاعي الرابعة.[3]
- نائب رئيس الوزراء الأردني في حكومة عبد الرؤوف الروابدة.[4]
- نائب رئيس مجلس الأعيان الأردني.[4]
- عضو مجلس النواب الأردني، 1984 - 1993.[4]
- عضو مجلس الأعيان الأردني، 1993 - 27 سبتمبر 2020.[4]
- عضو مجلس الأمة الأردني، 1984 - 27 سبتمبر 2020.[4]

## أوسمة
- وسام النهضة الأردني من الدرجة الأولى.[4]

## تكريمه
في عام 2013، كرمته جامعة فلسطين التقنية كونه من الرواد الأوائل من خريجيها.

## وفاته
توفي مروان الحمود في الأردن في يوم الثلاثاء الموافق 5 يوليو 2022.